# 运城战役
运城战役，为发生于1947年5月至12月山西省安邑縣境内运城，中华民国国军与中国人民解放军华北野战军之间的战役。经过三次大型的攻坚战，徐向前领导的中国人民解放军占领运城，并随即攻占安邑縣，取得今运城市全境。

## 背景
1947年1月13日，徐被任命为晋冀鲁豫军区副司令员，与薄一波、滕代远等负责内线作战、攻占山西:704:10。而此时中国共产党展开战略反攻：刘伯承、邓小平率晋冀鲁豫野战军主力十二万人南渡黄河，进入大别山。而陈赓、谢富治率西路兵团亦南渡黄河，挺进河南西部。当时留守晋冀鲁豫军区的部队则肩负三重任务：支援在外线作战的部队；独立完成内线作战任务；以及，实施土地改革，发动广大农民群众支援战争:705。而留给徐向前的只有当地五万余地方武装，这些新扩充组建起来的部队不仅缺乏大规模的正规战经验，更缺乏对城市攻坚作战的经验，武器装备也十分落后:707。
运城时属山西省安邑縣，为山西南大门、交通要塞、工业及军事重地，由阎锡山的保安5团、保安11团，胡宗南的整编第36师、第17师各1个团共一万余人镇守:708:15-16。

## 过程

### 一打运城
1947年4月，陈赓、谢富治兵团攻下晋南22座县城，但在5月第一次进攻运城时失利:708。当时，晋冀鲁豫野战军第4纵队和太岳军区部队在4月间陆续攻占今运城市境内的诸县。
5月3日凌晨3时许，四纵十旅旅长周希汉指挥部队向羊驮寺飞机场（在今盐湖区大渠街道羊驮寺村）驻军发起进攻。此后战斗中，运城驻军坚守不出。解放军没有达到诱敌出城、伏击歼灭的目的。5月7日，陈谢兵团开始扫清外围战斗。5月12日，因战场形势变化，四纵奉命停止进攻、撤围。运城周围，除太岳军区第三分区部队继续执行围困任务外，其余部队均返回驻防区。
8月26日，解放军攻占垣曲县后，今运城市境内的诸县，仅余安邑縣和运城未能攻占。

### 二打运城
同年10月，徐向前整合当时晋冀鲁豫军区、太岳军区部队，由王新亭担任第8纵队司令从东、西、北三面包围运城进行攻坚战:709:14。虽然事先做过周密部署，该战役仍因胡宗南部大量援兵而受阻:709:25-26。

### 三打运城
同年12月，王震率西北野战军第2纵队驰援晋南:30-31，徐向前指挥部队进行第三次运城战役:710，毛泽东特意指示要严防黄河南岸的胡宗南部北上:711。战役从12月16日晚上开始，直至27日黄昏，国共双方发生惨烈的拉锯战，徐向前致电前线“坚持最后五分钟”以鼓舞士气:50。
最终八纵第23旅用三千公斤炸药从北城爆破攻城:39-40，于28日凌晨1时许率先入城。太岳兵团亦在黄河北岸阻击胡宗南部北上成功:52。经过艰苦卓绝战斗，中国人民解放军攻占运城，切断阎锡山南去出口，并解除了陈谢兵团进入豫西的后患:711:63-73。